# Rzemlik punktowany
Rzemlik punktowany (Saperda perforata) – gatunek chrząszcza z rodziny kózkowatych.